# تابلو برق

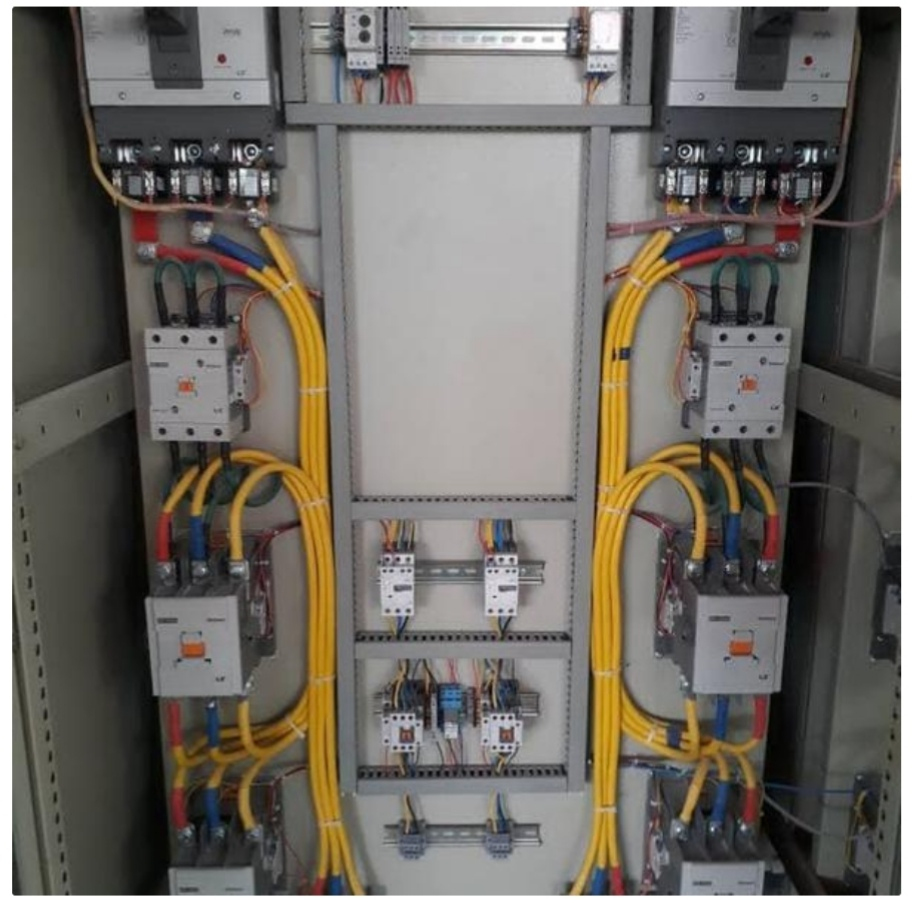
یک تابلوی برق ساخت شرکت

تابلو برق یک محفظه برای نصب و سیم بندی تجهیزات الکتریکی یا الکترونیکی است که کلیدها و قطعات کنترلی و حفاظتی و لوازم نمایشگر (ولتاژ، جریان، فرکانس، توان، کسینوس فی و …) روی آن نصب می‌شوند. همچنین تابلوهای برق جهت جلوگیری از وارد شدن شوک الکتریکی به کاربرانِ تجهیزات و حفاظت تجهیزات در برابر عوامل محیطی استفاده می‌شوند.

## استانداردها

### بین‌المللی
در کشورهای عضو کمیسیون الکتروتکنیکی بین‌المللی، استاندارد آی‌ئی‌سی ۶۰۵۲۹ برای طبقه‌بندی درجهٔ حفاظت تابلوها در برابر عوامل خارجی (کدهای آی‌پی) استفاده می‌شود.

### آمریکا
در آمریکا انجمن ملی تولیدکنندگان برقی استانداردهای کلاس‌های مختلف تابلوهای برق را منتشر می‌کند. این استانداردها مقاومت به خوردگی، میزان حفاظت در برابر بارندگی و فرورفتن در زیر آب را نیز پوشش می‌دهند.

## انواع تابلوهای برق از نظر سطح ولتاژ
از نظر ولتاژ به دو دسته LV(فشارضعیف) و MV(فشار متوسط) تقسیم می‌شوند. تابلوهای LV در سطح زیر ۱۰۰۰ ولت و تابلوهای MV از ۱۰۰۰ تا ۳۶۰۰۰ ولت ساخته می‌شوند.

## انواع تابلوهای برق فشار ضعیف از نظر کاربرد
تابلوهای برق فشار ضعیف از نظر کاربرد را می‌توان به دسته‌های زیر تقسیم کرد
1. تابلوهای فرمان موتوری که جهت کنترل موتورهای سه فاز ساخته می‌شوند
2. تابلوهای توزیع صنعتی که جهت توزیع جریان در یک واحد صنعتی استفاده می‌شوند
3. تابلوهای بانک خازنی که جهت اصلاح ضریب توان یک کارگاه ساخته می‌شوند
4. تابلوهای توزیع مسکونی که برای توزیع جریان در یک واحد مسکونی ساخته می‌شوند
5. تابلوهای کنترل صنعتی یا تابلوهای PLC که جهت کنترل اتوماتیک فرایندهای صنعتی کاربرد دارند
6. تابلوهای مارشالینگ که ارتباط بین تابلوهای برق و سیستم کنترل مرکزی (DCS) را فراهم می‌کنند

## انواع تابلو برق در صنایع مختلف
1. تابلوهای توزیع برق (Distribution Panels): این تابلوها معمولاً برای توزیع برق در ساختمان‌ها و واحدهای صنعتی استفاده می‌شوند. آنها شامل سوئیچ‌ها، مدارهای حفاظتی و تجهیزات مورد نیاز برای توزیع برق به مصرف‌کنندگان مختلف هستند.
2. تابلوهای کنترل برق (Control Panels): این تابلوها برای کنترل و مدیریت دستگاه‌ها و ماشین‌آلات در صنایع مختلف استفاده می‌شوند.
3. تابلوهای اتوماسیون صنعتی (Industrial Automation Panels): این تابلوها برای اتوماسیون فرآیندها و سیستم‌های صنعتی استفاده می‌شوند. این نوع از تابلوها شامل مدارهای قابل برنامه‌ریزی (PLC)، سنسورها، صفحات نمایش و تجهیزات کنترلی پیشرفته دیگر هستند.
4. تابلوهای حفاظتی و ایمنی (Protection and Safety Panels): این تابلوها برای حفاظت از سیستم‌ها و تجهیزات الکتریکی در صنایع استفاده می‌شوند.
5. تابلوهای توزیع نیرو (Power Distribution Panels): این تابلوها برای توزیع برق قدرت بالا در صنایع بزرگ مورد استفاده قرار می‌گیرند. این نوع از تابلو برق قدرتمند شامل مواردی چون ترانس‌، سوئیچ‌های قدرت، مدارهای حفاظتی و تجهیزات توزیع برق دیگر است.

همچنین، در برخی صنایع خاص مانند صنایع نفت و گاز، صنایع شیمیایی و صنایع فرآوری، تابلوهای برق خاصی نیز وجود دارند که به توزیع برق و کنترل فرآیندهای خاص در این صنایع می‌پردازند.

## تابلوهای برق داخل ساختمان
تابلوهای برق داخل ساختمان را به سه دستهٔ تابلوی تقسیم واحد (جعبه فیوزها)، تابلوی عمومی (مشاعات) و تابلوی اصلی (تابلوی کنتور) تقسیم می‌کنند.

### تابلوی تقسیم واحد

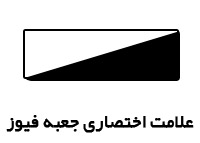
علامت اختصاری جعبه فیوز

تغذیهٔ مدارهای روشنایی و پریزهای هر واحد مسکونی از این تابلو فراهم می‌شود. این تابلوها جایگزین جعبه‌های تقسیم پراکنده در ساختمان‌ها قدیمی شده‌اند. در این روش سیم‌کشی، سامانه‌های جریان‌ضعیف، تغذیهٔ روشنایی و پریزهای برق کاملاً از هم مجزا هستند و مزیت آن این است که در صورت بروز اتصالی یا خطا در بخشی از ساختمان، تنها همان بخش از مدار خارج می‌شود. این تابلوها معمولاً در ورودی ساختمان یا آشپزخانه نصب می‌شوند. علامت اختصاری این تابلو در نقشه‌های برق ساختمان به صورت روبروست و آن را با نماد DP نمایش می‌دهند.

### تابلوی عمومی
تابلوی عمومی به تابلویی گفته می‌شود که برق مکان‌های عمومی یک ساختمان که همهٔ ساکنان به آن دسترسی دارند (مانند راه‌پله، پارکینگ، بام و حیاط) را فراهم می‌کند. این تابلو که باید برای همه در دسترس باشد معمولاً در پیلوت نصب می‌شود. در نقشه‌ها این تابلو را با GP نمایش می‌دهند. سیستم‌های آنتن مرکزی، آیفون، اعلام حریق، موتورخانه و آسانسور نیز از این تابلو تغذیه می‌شوند.

### تابلوی کنتور
تابلوی اصلی یا تابلوی کنتور تابلویی است که در ورودی ساختمان قرار می‌گیرد و برق تمامی واحدها و فضاهای مشترک را تأمین می‌کند. این تابلو را در نقشه‌ها با MDP نمایش می‌دهند. کابل اصلی معمولاً از سمت پایین وارد کلیدفیوز این تابلو که از نوع قابل قطع زیر بار است می‌شود.

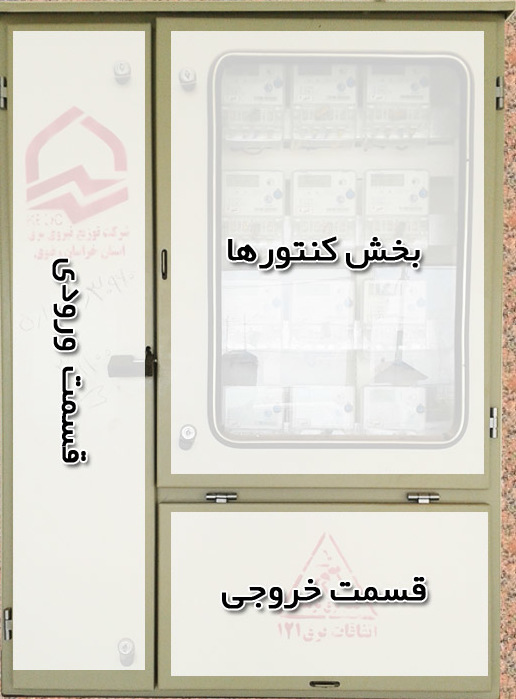
قسمت‌های تابلو برق ساختمان

می‌توان تابلو برق ساختمان را به سه قسمت کلی تقسیم کرد.
- قسمت ورودی
- قسمت کنتورها
- قسمت خروجی

که در تصویر مقابل قسمت‌های مشخص شده را مشاهده می‌کنید.

## واژه‌نامه
1. ↑  سرواژهٔ Distribution Panel
2. ↑  General Panel
3. ↑  Main Distribution Panel